# Qu Yunxia
Dans ce nom, le nom de famille, Qu, précède le nom personnel.
Qu Yunxia (en chinois simplifié : 曲云霞 ; en pinyin : Qū Yúnxiá), née le 25 décembre 1972, est une athlète chinoise, ancienne détentrice du record du monde du 1 500 mètres.
Elle remporta lors des Jeux olympiques de 1992 à Barcelone la médaille de bronze dans l'épreuve du 1 500 mètres. Puis lors des championnats du monde d'athlétisme 1993, elle devient championne du monde du 3 000 mètres. Le 11 septembre 1993 à Pékin, elle bat le record du monde du 1 500 mètres avec un temps de 3 min 50 s 46. Ce record du monde tiendra jusqu'en 2015.
Sa mère déclara que la médecine chinoise l'aida pour sa carrière.

## Palmarès

### Jeux olympiques
- Jeux olympiques de 1992 à Barcelone (Espagne) :
  -  Médaille de bronze au 1 500 mètres

### Championnats du monde d'athlétisme
- Championnats du monde 1993 à Stuttgart (Allemagne) :
  -  Médaille d'or au 3 000 mètres